# Bernard Vielzeuf
 (octobre 2013).
Si vous disposez d'ouvrages ou d'articles de référence ou si vous connaissez des sites web de qualité traitant du thème abordé ici, merci de compléter l'article en donnant les références utiles à sa vérifiabilité et en les liant à la section « Notes et références ».
Pour les articles homonymes, voir Vielzeuf.
Bernard Vielzeuf est un géographe français né le 7 avril 1939 à La Grand-Combe et mort le 28 mai 1991 à Castelnau-le-Lez.

## Biographie
Bernard Vielzeuf était le cousin germain  d'Aimé Vielzeuf (1922-2007), grand résistant dans les maquis cévenols, enseignant, et auteur de plusieurs ouvrages sur la Résistance et sur les Cévennes.

## Parcours professionnel
Agrégé de géographie, Bernard Vielzeuf a enseigné à l'université Paul Valéry de Montpellier dès 1964. D'abord attiré par la géomorphologie, il s'est ensuite tourné vers la géographie du Languedoc et la géographie urbaine.

## Publications
- Les hautes garrigues de l'Hérault, B.S.L.G, no 3, 1965.
- L'utilisation du sol dans la commune de Langogne. Reflet de l'agriculture lozérienne et de ses problèmes, B.S.L.G., no 3 & 4, 1967.
- Le tourisme balnéaire en Bas-Languedoc, B.S.L.G., no 4, 1968.
- L'organisation urbaine entre Sète et Rhône (avec Raymond Dugrand, Robert Ferras, Suzanne Savey, Josef Schultz, Michel Vigouroux et Jean-Paul Volle), B.S.L.G. no 4, 1969.
- L'Évolution du tourisme en Bulgarie et la conception actuelle des équipements touristiques, Bulletin de la Société Languedocienne de géographie, 1971.
- Guide des merveilles naturelles de la France (en collaboration avec de nombreux auteurs, dont Roger Brunet, Robert Ferras, Michel Vigouroux et Jean-Paul Volle) 686 pages, éditions Reader's Digest, 1973.
- Portrait de la France moderne : atlas et géographie du Languedoc et du Roussillon (avec Robert Ferras, Henri Picheral et Bernard Vielzeuf), Flammarion et Editions Famot, Paris, 1979.
- Histoire de Montpellier (sous la direction de Gérard Cholvy), Toulouse, Privat, 1re édition, 1984, 438 pages.
- Études de géographie languedocienne. Actes du 110e congrès national des sociétés savantes, Montpellier 1985, 266 pages, CTSH, 1985.